# All-Star
Pour les articles homonymes, voir All Star.
All-Star est un label (imprint) de la maison d'édition américaine de bande dessinée DC Comics lancé en 2005 et disparu en 2008. Quatre titres furent publiés, All-Star Superman, All-Star Batman, All-Star Batman and Robin, the Boy Wonder et All-Star Wonder Woman.

## Présentation
Le principe du label était de faire travailler les artistes et écrivains les plus populaires sur les personnages les plus emblématiques de DC Comics. Les créateurs avaient accès à tous les éléments des histoires des personnages pour présenter leur interprétation à une audience moderne qui n’avait pas lu de comics sur les personnages DC auparavant, ou qui n’en avait pas lu récemment. Les équipes créatives n’étaient liées à aucune continuité, présente ou ancienne.
Le projet a été comparé à la ligne Ultimate de Marvel Comics (incluant Spider-Man, Hulk et d’autres membres des personnages Marvel), qui fut une tentative réussie de ré-introduire les personnages les plus populaires de Marvel à une nouvelle génération de lecteurs en présentant de nouvelles versions mises à jours, sans le poids de plusieurs décennies d’histoires. Cependant il y eut plusieurs différences entre les deux labels. Tandis que les titres Ultimate ont des histoires étroitement liées, les deux séries All-Star qui sont sorties, n’ont réalisé aucun effort pour être reliée l’une à l’autre ou pour indiquer qu’elles existent dans la même continuité. Un autre point est que All-Star n’a pas cherché à introduire de toutes nouvelles versions des personnages, du moins suffisamment modifiées pour les présenter dans une continuité sans entraves. L’origine de Robin fut la seule « rebootée » dans ce label.
Certains observateurs, et DC eux-mêmes, ont pointé que le retour des films des grandes franchises de DC a donné un élan aux titres All-Star. « Personne ne peut douter qu'une sorte de perte de continuité est nécessaire avec Superman et Batman arrivant sur les grands écrans », écrivit le site internet Comicon.com. « Moviegoers ayant apprécié ces films, trouve les histoires de comics actuelles impénétrables ».
Avec la fin du All-Star Superman de Grant Morrison et Frank Quitely et le renommage du All Star Batman and Robin de Frank Miller et Jim Lee en Dark Knight: Boy Wonder, ainsi que l’introduction de la ligne de romans graphiques DC: Earth One, le label disparaît définitivement.

## Les titresAll Star
Seuls deux titres All-Star ont été édités et publiés. À l’origine, l’intention était que les créateurs présentent des versions des personnages de DC auxquels le public pourrait s’identifier mais cela a depuis évolué avec la sensibilité des créateurs et la direction de l'histoire. À cet égard, DC Comics a décidé que chaque série devrait finir quand les créateurs décideraient qu’ils ont terminé, plutôt que de continuer avec une nouvelle équipe créative. Les titres All-Star sont indépendants bien qu’ils partagent le même label. Chaque histoire à l’intérieur de sa série à l’option d’avoir sa propre continuité, sans lien avec les histoires précédentes.
- All-Star Batman & Robin, the Boy Wonder est le premier titre à sortir sous le label All-Star. Il est présenté en septembre 2005 (date de couverture). Le récit est écrit par Frank Miller et dessiné par Jim Lee. La série présente le début de la carrière de Batman, en commençant avec le recrutement de Dick Grayson comme son jeune partenaire Robin. Vicki Vale, Black Canary, Superman, Wonder Woman, Green Lantern, Plastic Man et Batgirl apparaissent également. Après une pause de plus de deux ans, DC Comics annonce le 2 avril 2010 que Miller et Lee reprendraient la série en février 2011. Au lieu de reprendre le label All-Star, la série serait dorénavant intitulée Dark Knight: Boy Wonder, et s’étalerait sur six numéros, complétant ainsi l’histoire prévue à l’origine par Miller[3]. All-Star Batman & Robin the Boy Wonder fait également partie de la continuité du Dark Knight Universe de Frank Miller qui se compose de Batman: Année Un, Spawn/Batman, The Dark Knight Returns, The Dark Knight Strikes Again et The Dark Knight III: The Master Race[4]. Malgré plusieurs annonces, la série n’est toujours pas terminée.

- All-Star Superman est sorti en novembre 2005. L’équipe créative, le scénariste Grant Morrison et l’artiste Frank Quitely, finit l’histoire en douze numéros en 2008.

### Titres annoncés mais jamais sortis
Il y eut plusieurs titres annoncés qui auraient dû être ajoutés au label mais qui n’ont jamais été publiés.
- All-Star Wonder Woman fut confirmée à la San Diego Comic Con de 2006, avec Adam Hughes annoncé comme scénariste et artiste. Hughes avait prévu de raconter l’histoire des origines du personnage et décrivit son approche de la série comme une « interprétation iconique » du personnage, mais il expliqua à la San Diego Comic-Con International de 2010 que ce projet était « gelé » pour le moment, en raison de la difficulté d’écrire et de tout dessiner lui-même[5]. En octobre 2010, une page de son site internet indiqua qu’après la fin de la série de Catwoman avec le n°82, Hughes devrait cesser son travail de couvertures pour DC et se concentrer sur la production de la série en six numéros de All-Star Wonder Woman. En 2012, Adam Hughes annonce que le projet est « dans le coma, tout en haut d'une sombre étagère »[6]. Bien que le projet ne soit pas officiellement annulé, il est indiqué « en pause, pour un temps indéfini »[7].

- All-Star Batgirl fut annoncé à la Toronto Comic Book Expo de 2006. Geoff Johns et J. G. Jones devaient travailler sur les six premiers numéros qui auraient présenté une connexion entre Barbara Gordon et l’Asile d’Arkham. D’après Geoff Johns, la série devait présenter « un mystère entourant la transformation de Barbara Gordon en Batgirl ». La présentation du titre indiquait qu’il ne se déroulait pas dans la même continuité que All-Star Batman and Robin the Boy Wonder. En 2014, lors d'un échange avec des fans, Geoff Johns a annoncé que le projet a été mis de côté lorsque J. G. Jones a commencé à travailler sur Final Crisis mais qu'il avait un scénario de prêt pour All-Star Batgirl sur son ordinateur[8].

## Homonymie
En 2016, DC Comics édite la série All-Star Batman. Le premier numéro sort en août 2016 et fait partie du nouveau relaunch du DC Rebirth. Elle se déroule sur 14 numéros, jusqu’en octobre 2017. L’équipe créative est constituée de l’écrivain Scott Snyder et de multiples artistes, mais principalement John Romita Jr. En dépit de son titre, la série raconte des histoires qui font partie de la continuité principale de l’Univers DC. Elle ne fait donc pas partie du label All-Star.